# Laomedeia (satèl·lit)
Laomedeia, també conegut com a Neptú XII (designació provisional S/2002 N 3), és un satèl·lit natural prògrad de Neptú. Va ser descobert per Matthew Holman i el seu equip el 13 d'agost de l'any 2002.
Laomedeia orbita Neptú en una distància d'uns 23.571.000 km i té uns 42 quilòmetres de diàmetre (assumint una albedo de 0.04).
Va ser anomenat en honor de Laomedea, una de les Nereides.